# Байкалов, Дмитрий Николаевич
Дми́трий Никола́евич Байка́лов (род. 10 февраля 1966, Москва) — российский критик, кинокритик, писатель, журналист, сценарист, литературовед, составитель антологий, редактор, издатель, литературтрегер, организатор литературных эвентов.

## Биография
Родился и живёт в Москве, окончил МВТУ им. Баумана в 1989 году, несколько лет проработал в одном из «почтовых ящиков» инженером-физиком и программистом. Активный участник КЛФ-движения в 1980-2000-х годах, председатель знаменитого Клуба любителей фантастики «Три парсека». С участниками этого клуба (Андреем Синицыным, Юрием Семецким и др.) в начале 90-х он создал издательско-книготорговую фирму «ТП», одну из первых в России ориентированных исключительно на фантастику. С конца 90-х работал в журнале фантастики «Если», за 20 лет пройдя путь от обозревателя до главного редактора. Был одним из администраторов сайта «Русская фантастика» и, совместно с Сергеем Лукьяненко, основателем (фаундером) IRC-канала #RusSF – первого отечественного онлайн-ресурса по фантастике.
В нулевых активно сотрудничал с крупнейшими издательствами (АСТ, «Эксмо» и др.) в качестве ведущего редактора и составителя антологий. Является составителем серий «Классика отечественной фантастики», «Отцы-основатели» и др., собраний сочинений Александра Беляева, Гарри Гаррисона, Урсулы Ле Гуин, Айзека Азимова, Владислава Крапивина, Кира Булычева, Агаты Кристи, Эрла Стенли Гарднера, Рекса Стаута и др. Соредактор (с Евгением Викторовичем Харитоновым) литературного приложения «Знание – сила: Фантастика» к научно-популярному журналу «Знание – сила» (с 2006-го).
Публиковаться начал в конце 80-х в институтской газете «Бауманец», позже появились публикации в фэнзинах, а с середины 1990-х годов его тексты активно появляются в «Если», «Книжном обозрении» и пр. Дмитрий Байкалов — автор многочисленных рецензий на книги отечественных и зарубежных писателей-фантастов, аналитических обзоров литературного процесса в области фантастики, предисловий, библиографических сборников, статей по истории и тематике фантастического кинематографа. Часть из которых публиковались под различными псевдонимами. Некоторые статьи и интервью переведены на английский, французский, немецкий, испанский и китайский языки.
Посетил более 300 литературных конференций, в том числе более 10 раз в составе российских делегаций на Международных форумах (Worldcon, Eurocon, региональные конференции). Принимал участие в организации конференций: «Еврокон» (2008 год), Московский форум фантастики (1999-2009 года), Городская конференция «Роскон» (г. Москва, 2014–2016 года), «Предроскон» (с 2001 года), Первый Международный литературный фестиваль им. А. С. Пушкина (г. Судак, 2019 год), Литературная Мастерская Сергея Лукьяненко (с 2023 года).
Организатор, сооснователь и программный директор ведущей конференции по фантастике «Роскон» (Москва, с 2001 г. – настоящее время). 
В качестве сценариста сотрудничал с компаниями «Уолт Дисней Компани СНГ», «Bazelevs», «Первый канал», «Good Story Media», «Лайф Бокс» и др.
Сторонник возрождения российской научной фантастики, выступает с лекциями и семинарами, в основном посвящёнными НФ (в том числе с циклом лекций в университетах и организациях КНР в 2023 году).

## Организаторская деятельность
Член жюри ряда литературных жанровых премий («Аэлита», «Филигрань», «Писатель года», «Алиса», «Большой Роскон», «Млечный путь», «Пересвет» и др.). Член редколлегии журналов «Знание – сила: Фантастика.», «Уральский следопыт» и др. Лауреат трёх десятков жанровых литературных премий («Золотой Роскон», «Интерпресскон», Приз им. Ефремова, «Странник», «Золотой кадуцей» и др.). Награждён медалью «За доблестный труд», нагрудным знаком «Пётр Великий III степени», благодарностями ГД РФ и др.
Член Союза писателей России (МГО), Международного союза журналистов, Союза литераторов РФ, Союза писателей ДНР.

## Награды и премии
- РосКон, 2001 // Фантастиковедение. 1 место ("Золотой РОСКОН") → Ровесники фантастики (2000)
- Интерпресскон, 2001 // Критика / публицистика → Ровесники фантастики (2000)
- Звёздный Мост, 2001 // Критика, публицистика и литературоведение. 1 место ("Золотой Кадуцей") → Континент (Обзор фантастики 2000 года) (2001)
- Аэлита, 2002 // Премия им. В. Бугрова
- РосКон, 2002 // Фантастиковедение. 2 место ("Серебряный РОСКОН") → Континент (Обзор фантастики 2000 года) (2001)
- Интерпресскон, 2002 // Критика / публицистика → Континент (Обзор фантастики 2000 года) (2001)
- Интерпресскон, 2003 // Критика / публицистика → Волны (2002)
- Звёздный Мост, 2004 // Критика, публицистика и литературоведение. 2 место → В ожидании Его (2004)
- РосКон, 2004 // Фантастиковедение. 1 место ("Золотой РОСКОН") → Диалоги при полной луне (2003)
- Сигма-Ф, 2004 // Диплом «Если»: Кинокритика («Видеодром») → Его факультеты (2003)
- Сигма-Ф, 2004 // Диплом «Если»: Кинокритика («Видеодром») → Большой джентльменский набор (2003)
- Аэлита, 2005 // Премия им. И. Ефремова
- Звёздный Мост, 2005 // Критика, публицистика и литературоведение. 3 место → Путеводитель по конвентам для странствующих и путешествующих (2005)
- РосКон, 2005 // Фантастиковедение. 3 место ("Бронзовый РОСКОН") → В ожидании Его (2004)
- Интерпресскон, 2005 // Критика / публицистика → В ожидании Его (2004)
- РосКон, 2006 // Фантастиковедение. 2 место ("Серебряный РОСКОН") → Путеводитель по конвентам для странствующих и путешествующих (2005)
- Звёздный Мост, 2006 // Критика, публицистика и литературоведение. 1 место → Любите ли вы фантастику так. Записки на полях (2005)
- РосКон, 2007 // Фантастиковедение. 3 место («Бронзовый РОСКОН») → Любите ли вы фантастику так. Записки на полях (2005)
- Серебряная стрела, 2008 // Самый звезданутый космодесантник
- Звёздный Мост, 2009 // Харьковский Дракон
- Странник, 2010 // Меч «Рыцарь фантастики»
- РосКон, 2010 // Фантастиковедение. 2 место («Серебряный РОСКОН») → Миссия (очень личные воспоминания) (2009)
- РосКон, 2012 // Межавторский проект → Берег дна (2011)
- Странник, 2013 // Специальный приз
- Медаль «Н.В. Гоголь», 2015
- Созвездие Аю-Даг, 2017 // Герой фэндома
- Аэлита, 2018 // Орден «Рыцарь фантастики» имени И. Халымбаджи
- Памятная медаль имени В. Д. Михайлова, 2019
- Памятная медаль имени В. Д. Звягинцева, 2020
- Премия "Проксима", 2020 // Гуманитарная награда за активную общественную деятельность в области литературы
- РосКон, 2020 // Роман. 1 место («Золотой РОСКОН») → Звёздная пирамида (2019)
- Звёзды над Донбассом, 2024 // Специальная номинация за международную литературную конференцию по вопросам фантастики «РОСКОН»

## Публикации

### Участие в межавторских проектах
2001  «Новая космогония» // межавторский цикл • На последнем берегу (2001)
2011  S.T.A.L.K.E.R. // межавторский цикл • Берег дна (2011) // Соавтор: Сергей Каташ
2019  Галактическая империя // Автор: Александр Громов • Звёздная пирамида (2019) // Соавтор: Александр Громов

### Романы
2011  Берег дна [под коллективным псевдонимом Вячеслав Шульга] // Соавтор: Сергей Каташ
2019  Звёздная пирамида // Соавтор: Александр Громов

### Рассказы
2022  Времён двух между // Соавтор: Сергей Лукьяненко

### Документальные произведения
2009  Миссия (очень личные воспоминания) // Соавтор: Андрей Синицын

### Пьесы
2004  В ожидании Его // Соавтор: Андрей Синицын

### Эссе
2001  Истина где-то рядом? (Опыт экзистенциального анализа российских конов)  [= Истина где-то рядом? (Опыт экзистенциального анализа российских фантастических премий)] // Соавтор: Андрей Синицын
2001  На последнем берегу [псевдорецензия на воображаемый роман Владислава Назарова «Берег дна»]
2002  Alter ego, или Современный Франкенштейн  [= Alter ego XXI века, или Современный Франкенштейн] // Соавтор: Андрей Синицын
2012  Леонардопанк [п.п. Тимофей Озеров]
2012  Не зарекайся...

### Очерки
2005  Путеводитель по конвентам для странствующих и путешествующих // Соавтор: Андрей Синицын

### Энциклопедии и справочники
2001  Отечественная фантастика и фантастиковедение за 2000 г. Библиографический указатель [Библиогр. указатель] // Соавторы: Владимир Борисов, Дмитрий Володихин, Андрей Синицын, Евгений Викторович Харитонов
2002  Отечественная фантастика и фантастиковедение за 2001 г. // Соавторы: Владимир Борисов, Дмитрий Володихин, Андрей Синицын
2003  Библиография к сборнику «Фантастика-2003/1» // Соавторы: Василий Владимирский, Дмитрий Володихин, Андрей Синицын
2003  Отечественная фантастика и фантастиковедение за 2002 г. // Соавторы: Василий Владимирский, Дмитрий Володихин, Андрей Синицын, Владимир Борисов
2004  Отечественная фантастика и фантастиковедение за 2003 г. // Соавторы: Владимир Борисов, Василий Владимирский, Дмитрий Володихин, Андрей Синицын
2005  Отечественная фантастика и фантастиковедение за 2004 г. // Соавторы: Владимир Борисов, Василий Владимирский, Дмитрий Володихин, Андрей Синицын
2006  Отечественная фантастика и фантастиковедение за 2005 г. // Соавторы: Василий Владимирский, Аркадий Рух, Андрей Синицын, Владимир Борисов
2007  Отечественная фантастика и фантастиковедение за 2006 г. // Соавторы: Олег Колесников, Александр Ройфе, Андрей Синицын
2008  Отечественная фантастика и фантастиковедение за 2007 г. // Соавторы: Андрей Синицын, Олег Колесников, Александр Ройфе
2009  Отечественная фантастика и фантастиковедение за 2008 г. // Соавторы: Андрей Синицын, Олег Колесников, Александр Ройфе
2010  Отечественная фантастика и фантастиковедение за 2009 г. // Соавторы: Андрей Синицын, Александр Ройфе, Олег Колесников
2011  Отечественная фантастика и фантастиковедение за 2010 г. // Соавторы: Александр Ройфе, Олег Колесников, Андрей Синицын
2012  Отечественная фантастика и фантастиковедение за 2011 г. // Соавторы: Олег Колесников, Александр Ройфе
2012  Отечественная фантастика и фантастиковедение за 2011 г. // Соавторы: Андрей Синицын, Александр Ройфе, Олег Колесников
2013  Отечественная фантастика и фантастиковедение за 2012 г. // Соавторы: Андрей Синицын, Александр Ройфе, Олег Колесников
2014  Отечественная фантастика и фантастиковедение за 2013 г. // Соавторы: Евгений Викторович Харитонов, Андрей Синицын, Олег Колесников
2015  Отечественная фантастика и фантастиковедение за 2014 г. // Соавторы: Сергей Шикарев, Олег Колесников, Андрей Синицын
2016  Отечественная фантастика и фантастиковедение за 2015 г. // Соавторы: Олег Колесников, Сергей Шикарев, Андрей Синицын
2017  Отечественная фантастика и фантастиковедение за 2016 г. // Соавторы: Олег Колесников, Андрей Синицын, Сергей Шикарев
2018  Отечественная фантастика и фантастиковедение за 2017 г. // Соавторы: Сергей Шикарев, Олег Колесников, Андрей Синицын
2019  Отечественная фантастика и фантастиковедение за 2018 г. // Соавторы: Артём Зубов, Олег Колесников, Андрей Синицын
2020  Отечественная фантастика и фантастиковедение за 2019 г. // Соавторы: Андрей Синицын, Олег Колесников
2022  Отечественная фантастика и фантастиковедение за 2020-2021 г.г. // Соавторы:Андрей Синицын, Олег Колесников
2023  Отечественная фантастика и фантастиковедение за 2022 г. // Соавторы: Андрей Синицын, Олег Колесников
2024  Отечественная фантастика и фантастиковедение за 2023 г. // Соавторы: Андрей Синицын, Олег Колесников

### Интервью
1999  «Будущее станет сюрпризом!» // Соавтор: Пол Андерсон
2001  «Герман — и никто другой» // Соавтор: Борис Стругацкий
2003  Тимур Бекамбетов «Соседи по лестничной площадке» // Соавтор: Тимур Бекамбетов
2004  Алексей Рыбников: «Музыка способна не только спасти фильм, но и погубить его» [Беседовали Дмитрий Байкалов и Евгений Харитонов] // Соавторы: Алексей Рыбников, Евгений Викторович Харитонов
2005  «Три года назад такой фильм был бы невозможен» // Соавтор: Олег Компасов
2005  «Фильм рождается тогда, когда его увидит зритель» // Соавтор: Карен Шахназаров
2005  Перемена мест [«круглый стол» на тему «трэш в современной отечественной фантастике»] // Соавтор: Евгений Викторович Харитонов
2006  «Лишь бы кровь не пили» [интервью. Беседовал Дмитрий Байкалов] // Соавтор: Сергей Лукьяненко
2006  «Мы придумывали саракшанский язык…» [Дмитрий Байкалов под псевдонимом Тимофей Озеров] // Соавтор: Марина и Сергей Дяченко
2006  «Удивлять зрителей нужно не упаковкой» [Дмитрий Байкалов п.п. Тимофей Озеров] // Соавтор: Василий Головачёв
2006  Фантастика — литература идей...: Интервью с Дмитрием Байкаловым // Соавтор: Надежда Агеева
2007  Георгий Гречко: «В фантастике всё на пределе» // Соавтор: Георгий Гречко
2011  «У нас нет первого среди равных» [интервью с Ольгой Никифоровой] // Соавтор: Ольга Никифорова
2011  Идей хватит на каждого зрителя [интервью с Александром Бачило и Игорем Ткаченко] // Соавторы: Александр Бачило, Игорь Ткаченко

### Антологии
2006  Последняя песня Земли [Конец истории. Последний человек] // Соавтор: Вадим Юрьевич Нестеров
2007  Закон Дальнего космоса
2008  Близкий контакт
2023  Ключ души // Соавтор: Андрей Синицын
2024  Выбирая путь // Соавтор: Андрей Синицын
2024  Диалоги о важном // Соавтор: Андрей Синицын